# زنوزق

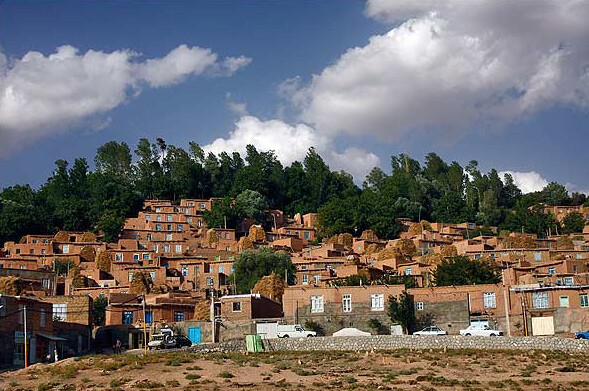
روستای پلکانی زنوزق

زنوزق یکی از روستاهای استان آذربایجان شرقی است که در دهستان زنوزق بخش مرکزی شهرستان مرند واقع شده‌است. زنوزق از تاریخی‌ترین روستاهای پلکانی ایران است که بین کوه‌ها محصور گشته است و خانه‌هایی دارد که به جا مانده از دوره صفوی است و همچنین قبرستان این روستا با سنگ قبرهای قدیمی، خود شاهدی بر قدمت روستاست.
زنوزق یکی از روستاهای پلکانی استان آذربایجان شرقی است. زنوزق در کنار شهر زنوز در ۳۰ کیلومتری شمال غربی شهرستان مرند واقع است.
روستای زنوزق از نظر تقسیمات کشوری مرکز دهستان بوده که در فاصله ۵/۱ کیلومتری شهر زنوز قرار گرفته و۶ روستای این دهستان را شامل میگرد. این روستا از نظر وضعیت طبیعی روستای کوهستانی بوده وازشرق به کوه‌های سلطان سنجر، از غرب به روستای درق و از جنوب غرب به شهر زنوز محدود می‌شود و شمال آن را ناهمواری‌های اطراف روستا فرا گرفته‌است. ارتفاع آن از سطح دریا حدود ۱۷۰۰ متر می‌باشد و منطقه در ۴۵ درجه و ۴۹ دقیقه طول شرقی و۳۸ درجه و ۴۵ دقیقه عرض شمالی قرار دارد.

## وجه تسمیه
زنوزق در کوهپایه‌های کوه قلعه واقع شده‌است و به همین دلیل هم به زنوزق یا «زنوز داغ» مشهور شده، یعنی زنوز کوهستانی و به مرور و در گویش عامیانه به زنوزاغ و زنوزق تبدیل گشته است.

## راه دسترسی
برای رفتن به «زنوزق» باید تبریز را پشت سر بگذارید و همین مسیر را تا شهر مرند ادامه دهید. در همین مسیر در میان باغات پربار و رنگارنگ، روستایی خودنمایی می‌کند که عنوان بزرگترین روستای پلکانی ایران را داراست؛ روستای «زنوزق.»

## اقلیم
زنوزق از نظرآب و هوایی جزو مناطق سردسیر ایران محسوب می‌شود که دارای زمستانهای سرد طولانی و بهار و پاییز نسبتاً سرد و تابستانهای معتدل می‌باشد. حدود ۶ ماه از سال یخبندان است. متوسط میزان بارندگی سالیانه حدود ۹/۳۹۷ میلی‌متر است. فروردین ماه با ۵/۶۷ میلی‌متر بیشترین و مرداد ماه با ۶/۴ میلی‌متر کمترین میزان بارندگی را دارند. میانگین دمای سالیانه ۷/۱۲ درجه سانتی گراد می‌باشد.

## توپوگرافی
شکل روستا به صورت کوهپایه‌ای بوده و خانه‌ها به صورت پلکانی در کنار هم قرار گرفته‌اند و بافت روستا یک بافت کاملاً متراکمی می‌باشد که این فرم روستا را می‌توان دلیلی بر امنیت و دوری از خطرات منطقه در شکل‌گیری روستا نام برد.